# Präsidentschaftswahl in Togo 1998
Die Präsidentschaftswahl in Togo 1998 wurde am 21. Juni 1998 im westafrikanischen Staat Togo durchgeführt. Präsident Gnassingbé Eyadéma wurde dabei nach gut 30 Jahren diktatorischer Regierung laut offiziellen Angaben mit 52,1 % der abgegebenen Stimmen wiedergewählt. Die Opposition bestritt das Ergebnis und beanspruchte den Sieg für ihren Kandidaten Gilchrist Olympio von der Union des forces de changement (UFC). Internationale Beobachter bestätigten, dass Wähler durch Einschüchterung und Schikanen zum massiven Vorteil des Amtsinhabers an der Ausübung ihres Wahlrechts gehindert wurden und das Ergebnis damit nicht repräsentativ sei.
Das Verfassungsgericht stellte dennoch den „Wahlsieg“ Eyademas am 10. Juli 1998 fest und Eyadema wurde am 24. Juli in der Nationalversammlung vereidigt, die Opposition boykottierte die Zeremonie.

## Ergebnis
| Kandidaten                         | Parteien                                      | Stimmen   | %    |
| ---------------------------------- | --------------------------------------------- | --------- | ---- |
| Gnassingbé Eyadéma                 | Rassemblement du peuple togolais              | 811.837   | 52,1 |
| Gilchrist Olympio                  | Union des forces de changement                | 532.771   | 34,2 |
| Yawovi Agboyibo                    | Comité d’action pour le renouveau             | 149.006   | 9,6  |
| Zarifou Ayéva                      | Parti pour la démocratie et le renouveau      | 47.078    | 3,0  |
| Léopold Gnininvi                   | Convention démocratique des peuples africains | 12.715    | 0,8  |
| Jacques Amouzou                    | Union des libéraux indépendants               | 5.461     | 0,4  |
| Gesamt                             | Gesamt                                        | 1.558.868 | 100  |
|                                    |                                               |           |      |
| Ungültige Stimmen                  | Ungültige Stimmen                             | 28.159    | 1,8  |
| Wähler                             | Wähler                                        | 1.587.027 | 69,8 |
| Wahlberechtigte                    | Wahlberechtigte                               | 2.273.190 |      |
|                                    |                                               |           |      |
| Quelle: African Elections Database |                                               |           |      |